# Теккен (фильм)
«Те́ккен» (англ. Tekken, с японского языка «Тэккэн» — «Железный кулак») — художественный фильм Дуайта Х. Литтла в жанре боевика, снятый на основе одноимённой серии игр. В фильме рассказывается о Дзине Кадзама (Джон Фу), который, чтобы отомстить, должен сразиться с лучшими бойцами «Железного кулака».

## Сюжет
Недалёкое будущее, мир пережил катастрофу и теперь живёт в руинах. Вместо стран мир контролируют отдельные корпорации. Самая мощная из них — Теккен, контролирует США. Теккен в свою очередь управляется Хэйхати Мисимой. Дзин Кадзама- парень из трущоб пытающийся выжить. После того как военные пытаясь найти его убивают его мать, Дзин записывается на Турнир Железного Кулака, который устраивает раз в год корпорация для развлечения людей. Прежде чем пройти на турнир нужно пройти тестирование, в котором нужно победить Маршалла Ло. Дзин в отличие от всех с трудом побеждает Маршалла вспоминая совет от матери, которая научила его драться. Стив Фокс и прочие зрители (в том числе и Хэйхати Мисима) сильно удивляются этому. Дзина забирают на турнир. Там его знакомят с участниками турнира- Рейвеном, Эдди Гордо, Сергеем Драгуновым, Анной и Ниной Уильямс, Кристи Монтейро, Мигелем Роко, Ёсимицу и Брайаном Фьюри.
Наступает время турнира. Рейвен и Эдди начинают бой, в котором побеждает Рейвен. Во втором раунде в бой уже идёт сам Дзин против Мигеля и тоже выигрывает благодаря совету Стива. После боя Дзин встречает сына Хэйхати — Кадзую Мисиму, после разговора с которым Дзин усердно тренируется. За этим делом его застает Кристи, она делает вид будто только что пришла и предлагает пойти на дискотеку. В это время Кадзуя замечает в Дзине что-то знакомое и ищет по его ДНК его родителей и обнаруживает его мать, он сильно этому удивлён, ведь он знал её… Кристи и Дзин уже в клубе, те танцуют. После танцев Кристи соблазняет Дзина и они целуются. После всего этого на Дзина нападают двое неизвестных во тьме, при этом здорово его покалечив. Но они убегают когда на звуки драки прибегает Кристи. Та отводит его к Стиву, он говорит что это должно было случиться, что «они» никогда не дадут ему выиграть. Стив рассказывает Дзину, что его мать и он были командой в Железном Кулаке. Кристи говорит Дзину что тот должен уйти, но последний признается что пришёл не за победой, а за Хэйхати Мисимой. Кадзуя в это время ругает Анну и Нину за то, что они не смогли убить Дзина. Кадзуя решается сам разобраться с Дзином.
В следующем бою Кристи дерется с Ниной, и выигрывает. После боя Кадзуя предлагает Брайану 100 000 долларов за голову Дзина, тот отказывается, но Кадзуя запугивает его тем что у Брайана искусственные кости, а это запрещено. В итоге Кадзуя приказывает определить бойцов вручную. На турнире Дзин выступает против Ёсимицу, но Хэйхати хочет изменить бойцов так как считает, что этот бой больше подходит для полуфинала. Кадзуе это не нравится и он натравливает Отбойников (военных) на Хэйхати. Кадзуя рассказывает что Дзин — его сын! Теперь Теккен принадлежит Кадзуе. Но во время боя Дзина и Ёсимицу, Хэйхати объявляет тревогу. Воспользовавшись моментом, Дзин убивает Ёсимцу (так кажется зрителям турнира). Всех бойцов Железного Кулака арестовывают, а Кристи, Стив и Дзин пытаются бежать. Но безуспешно. Кадзуя рассказывает им: «Как только зрители подумали, что Дзин убил Ёсимицу — рейтинги взлетели до небес!» Так что теперь бои будут не на жизнь, а на смерть! Как только Кадзуя уходит, Рейвен разбирается с охраной, и Кристи с Дзином и Стивом бегут, а позже освобождают Хэйхати. Стив отводит друзей в безопасное место где Дзин узнает всю правду о его матери от Хэйхати. Отбойники находят Дзина и всех его друзей. Они пытаются убежать от врагов, но Стива и Хэйхати убивают, а Кристи и Дзина берут в плен. Кадзуя объявляет о новых правилах турнира, и что бы показать их в бой идут Сергей против Брайна.
После битвы Брайан убивает Сергея. Позже в камеру Рейвена, Кристи и Дзина приходит Кадзуя, он забирает Кристи и заявляет- что бы добраться до него, Дзину придется убить Брайана. Начинается последний бой — Дзин против Брайна. После неудачных попыток Дзина победить, Брайан начинает метать его из стороны в сторону как ребёнка. Потеряв надежду Дзин вспоминает совет матери- найти слабость противника и воспользоваться ей. Бой начинает выигрывать Дзин и в конце концов побеждает и убивает Брайана. Кадзуя в ярости и сам вызывается на ринг с 2 парами алебард. Кадзуя уже почти победил, но Кристи начала битву с охраной и раздались выстрелы. Это отвлекло Кадзую. Джин воспользовавшись моментом выхватил алебарду Кадзуи и ранил его. Дзин не убил Кадзую по правилам Турнира, тем самым доказав что он не такое чудовище как его отец. Изрядно уставший и израненный от многочисленных боёв Джин становится победителем турнира, возглавляет Мисима Дзайбацу, и возвращается под восторженные крики толпы домой.

## В ролях
- Джон Фу — Дзин Кадзама / Jin Kazama
- Йен Энтони Дэйл — Кадзуя Мисима / Kazuya Mishima
- Кэри-Хироюки Тагава — Хэйхати Мисима / Heihachi Mishima
- Люк Госс — Стив Фокс / Steve Fox
- Келли Овертон — Кристи Монтейро / Christie Monteiro
- Латиф Кроудер — Эдди Гордо / Eddy Gordo
- Кунг Ле — Маршалл Ло / Marshall Law
- Дэррин Хенсон — Рэйвен / Raven
- Гэри Дэниелс — Брайан Фьюри / Bryan Fury
- Кэндис Хиллебранд — Нина Уильямс / Nina Williams
- Тэмлин Томита — Дзюн Кадзама / Jun Kazama
- Мэриен Запико — Анна Уильямс / Anna Williams
- Гэри Рэй Стирнс — Ёсимицу / Yoshimitsu
- Антон Касабов — Сергей Драгунов / Sergei Dragunov
- Дэвид Питт — Джек-4 (робот-полицейский) / Jack (Tekken Robot Police)
- Дмитрий Ионкин Мл. — Алексей Сафронов / Alexy Safronov
- Роджер Хирта — Мигель Кабальеро Рохо / Miguel Caballero Rojo
- Рэндел Ридер — Пугливый боец / Scared Fighter
- Мирси Монро — Кара / Kara
- Джейсон Джеймс Рихтер — коллега Боннера